# Coryphoideae
Coryphoideae Burnett è una sottofamiglia di piante della famiglia delle Arecacee (o Palme).

## Tassonomia
La sottofamiglia comprende 44 generi in 8 tribù:
- Tribù Sabaleae
  - Sabal Adans. (15 spp.)
- Tribù Cryosophileae
  - Thrinax L.f. ex Sw. (3 spp.)
  - Chelyocarpus Dammer (4 spp.)
  - Cryosophila Blume (10 spp.)
  - Schippia Burret (1 sp.)
  - Trithrinax Mart. (4 spp.)
  - Coccothrinax Sarg. (43 spp.)
  - Zombia L.H.Bailey (1 sp.)
  - Itaya H.E.Moore (1 sp.)
  - Hemithrinax Hook.f. (3 spp.)
  - Leucothrinax C.Lewis & Zona
  - Sabinaria R.Bernal & Galeano
- Tribù Phoeniceae
  - Phoenix L. (14 spp.)
- Tribù Trachycarpeae
  - Sottotribù Rhapidinae
    - Trachycarpus H. Wendl. (9 spp.)
    - Guihaia J.Dransf., S.K.Lee & F.N.We (2 spp.)
    - Rhapis L.f. ex Aiton (11 spp.)
    - Rhapidophyllum H.Wendl. & Drude (1 sp.)
    - Chamaerops L. (1 sp.)
    - Maxburretia Furtado (3 spp.)

  - Sottotribù Livistoninae
    - Livistona R. Br. (28 spp.)
    - Saribus Blume (8 spp.)
    - Johannesteijsmannia J.Dransf. (4 spp.)
    - Licuala Wurmb (153 spp.)
    - Pholidocarpus Blume (6 spp.)

  - Trachycarpeae incertae sedis
    - Acoelorraphe H.Wendl (1 sp.)
    - Brahea Mart. ex Endl. (11 spp.)
    - Pritchardia Seem. & H.Wendl. (29 spp.)
    - Colpothrinax Griseb. & H.Wendl. (3 spp.)
    - Copernicia Mart. (28 spp.)
    - Serenoa Hook.f. (1 sp.)
    - Washingtonia H. Wendl. (2 spp.)
- Tribù Chuniophoeniceae
  - Chuniophoenix Burret (3 spp.)
  - Kerriodoxa J.Dransf. (1 sp.)
  - Nannorrhops H.Wendl. (1 sp.)
- Tahina J.Dransf. & Rakotoarin. (1 sp.)
- Tribù Caryoteae
  - Caryota L. (14 spp.)
  - Arenga Labill. (24 spp.)
  - Wallichia Roxb. (8 spp.)
- Tribù Corypheae
  - Corypha L. (5 spp.)
- Tribù Borasseae
  - Sottotribù Lataniinae
    - Borassodendron Becc. (2 spp.)
    - Latania Comm. ex Juss. (3 spp.)
    - Borassus L. (5 spp.)
    - Lodoicea Comm. ex Labill. (1 sp.)

  - Sottotribù Hyphaeninae
    - Hyphaene Gaertn. (8 spp.)
    - Medemia Wuert. ex H.Wendl. (1 sp.)
    - Bismarckia Hildebr. & H.Wendl. (1 sp.)
    - Satranala Beentje & J.Dransf. (1 sp.)